# Stipa magnifica
Stipa magnifica là một loài thực vật có hoa trong họ Hòa thảo. Loài này được Junge miêu tả khoa học đầu tiên năm 1910.